# Токійський метрополітен
Токійське метро́ (яп. 東京地下鉄) — один з найбільших метрополітенів світу. Перший у світі метрополітен за річним пасажиропотоком. Проходить по районах, що складають токійський мегаполіс. Контролюється двома компаніями: Токійське метро (Tokyo Metro) і Столичне метро (Toei). Ключові станції метро поєднані з безліччю інших систем громадського транспорту: поїздами, монорельсами, Сінкансеном та ін. Найуживаніша станція метрополітену — «Сіндзюку» — пропускає приблизно 2 мільйони пасажирів на день і є найбільш «зайнятою» та другою найбільшою станцією у світі. На всіх станціях встановлено тактильне покриття.

## Історія
Будівництво метро розпочалося 29 серпня 1920 року компанією «Tokyo Underground Railway». 27 вересня 1925 року була відкрита перша гілка між станціями «Асакуса» та «Уено».
1 квітня 2004 року частина метрополітену була приватизирована і отримала назву «Tokyo Metro Co., Ltd.». Муніципальні лінії (Toei) управляються Токійським муніципальним урядом.

## Ширина колії
В токійському метро використовуються три різні колії — 1435 мм, 1372 мм, 1067 мм. Перші лінії використовували колію 1435 мм (європейську), але пізніше була обрана колія 1067 мм для взаємної операції з міськими та приміськими метрополітенами. Наприклад, лінії Ginza і Marounochi мають колію 1435 мм, інші - 1067 та 1372 мм.

## Лінії
|  |  |
|  |  |

| Колір                          | Знак                           | Номер                          | Лінія                          | Японською                      |                                |                                |                                |                                |                                |
| Токійське метро (Токьо меторо) | Токійське метро (Токьо меторо) | Токійське метро (Токьо меторо) | Токійське метро (Токьо меторо) | Токійське метро (Токьо меторо) | Токійське метро (Токьо меторо) | Токійське метро (Токьо меторо) | Токійське метро (Токьо меторо) | Токійське метро (Токьо меторо) | Токійське метро (Токьо меторо) |
| ------------------------------ | ------------------------------ | ------------------------------ | ------------------------------ | ------------------------------ | ------------------------------ | ------------------------------ | ------------------------------ | ------------------------------ | ------------------------------ |
| помаранчева                    |                                | Лінія 3                        | Лінія Ґіндза                   | 銀座線                         |                                |                                |                                |                                |                                |
| червона                        |                                | Лінія 4                        | Лінія Маруноуті                | 丸ノ内線                       |                                |                                |                                |                                |                                |
| червона                        |                                | Лінія 4                        | Мала лінія Маруноуті           | 丸ノ内線分岐線                 |                                |                                |                                |                                |                                |
| срібна                         |                                | Лінія 2                        | Лінія Хібія                    | 日比谷線                       |                                |                                |                                |                                |                                |
| блакитна                       |                                | Лінія 5                        | Лінія Тодзай                   | 東西線                         |                                |                                |                                |                                |                                |
| зелена                         |                                | Лінія 9                        | Лінія Тійода                   | 千代田線                       |                                |                                |                                |                                |                                |
| жовта                          |                                | Лінія 8                        | Лінія Юракутьо                 | 有楽町線                       |                                |                                |                                |                                |                                |
| бузкова                        |                                | Лінія 11                       | Лінія Хандзомон                | 半蔵門線                       |                                |                                |                                |                                |                                |
| морська                        |                                | Лінія 7                        | Лінія Намбоку                  | 南北線                         |                                |                                |                                |                                |                                |
| брунатна                       |                                | Лінія 13                       | Лінія Фукутосін                | 副都心線                       |                                |                                |                                |                                |                                |
| Столичне метро (Тоей)          |                                |                                |                                |                                |                                |                                |                                |                                |                                |
| рожева                         |                                | Лінія 1                        | Лінія Асакуса                  | 浅草線}                        |                                |                                |                                |                                |                                |
| синя                           |                                | Лінія 6                        | Лінія Міта                     | 三田線}                        |                                |                                |                                |                                |                                |
| світлозелена                   |                                | Лінія 10                       | Лінія Сіндзюку                 | 新宿線}                        |                                |                                |                                |                                |                                |
| багряна                        |                                | Лінія 12                       | Лінія Оедо                     | 大江戸線}                      |                                |                                |                                |                                |                                |